# Château d'Akō
Le château d'Akō (赤穂城, Akō-jō) est un château situé à Akō dans la préfecture de Hyōgo au Japon. Ce qui reste de l'édifice est aujourd'hui un site historique national.

## Histoire
Le château d'Akō ne doit pas être confondu avec une fortification plus ancienne située un peu plus au nord. Lors de la construction de ce château, il a fallu treize ans pour achever les 12 portails et les 10 yagura (tours). Ainsi, l'édifice fut construit sur le bord de mer et, à l'époque de la construction, un bateau pouvait prendre le large à partir des docks situés à l'intérieur du château. La construction fut supervisée par Asano Naganao, qui devint daimyo de la région en 1615. Durant la restauration de Meiji, le château d'Akō fut partiellement démantelé, comme de nombreux autres châteaux. Néanmoins, plusieurs bâtiments ont été reconstruits après la Seconde Guerre mondiale.

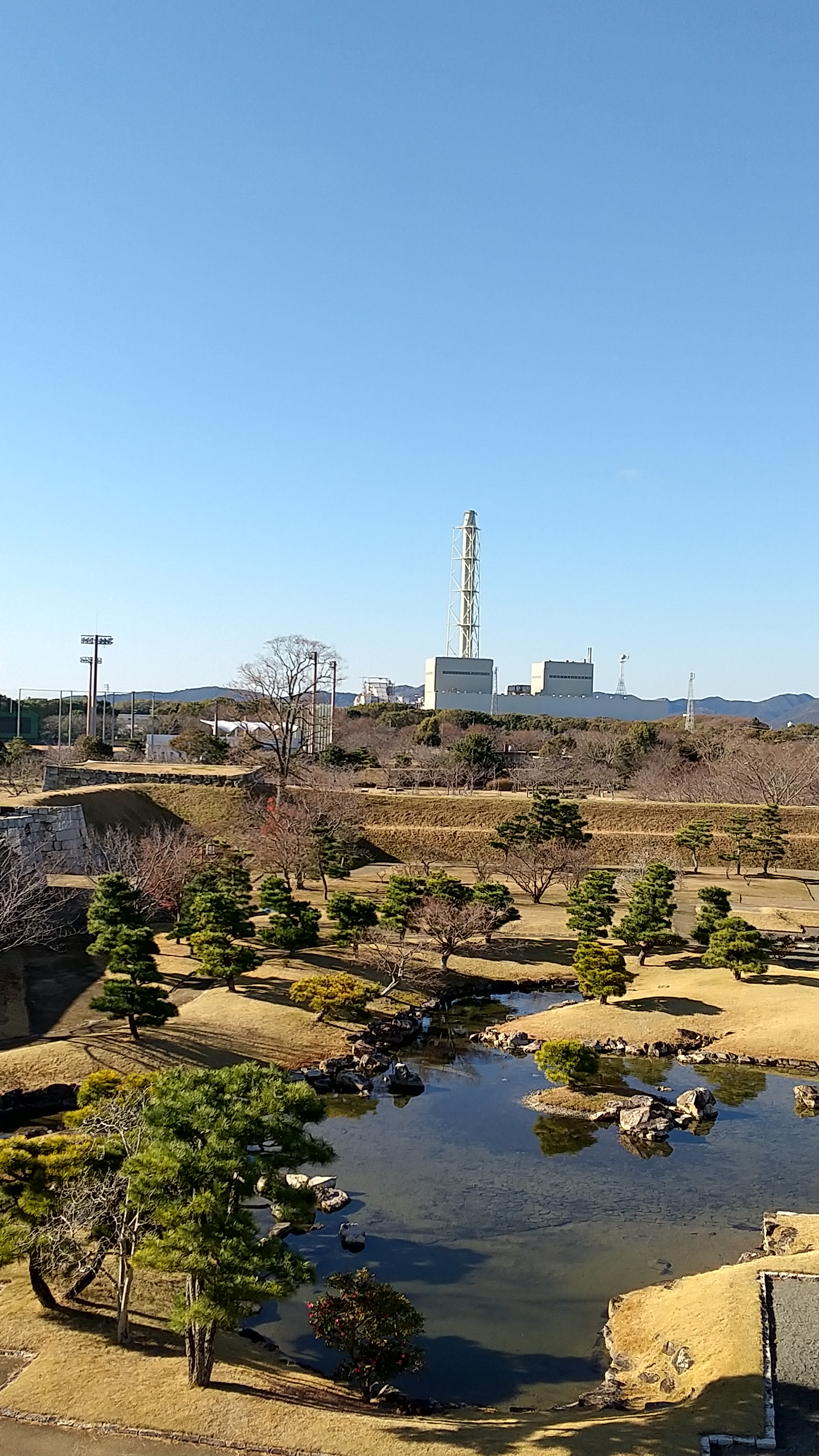
Vue du parc du château d'Akō depuis la tour de guette reconstituée.